# Francis Fourcou
Francis Fourcou est un réalisateur français né en 1955 à Toulouse.

## Biographie
Ancien élève de l’École nationale supérieure Louis-Lumière (promotion « Cinéma » 1976), il travaille comme assistant des cinéastes Peter Watkins, Jean Fléchet et Jacques Rozier. Il réalise des documentaires pour le cinéma et la télévision. Il a notamment participé à la série documentaire de France 5 Les Dessous de la terre et Aléas.
Son premier film documentaire est sorti en salles en 1997 (la Vallée des montreurs d'ours). J’aime la vie, je fais du vélo, je vais au cinéma, sorti en 2005, est son deuxième long métrage. Il réalise aussi en 2015 le film Laurette 1942, une volontaire au camp du Récébédou.
Producteur et distributeur (gérant de la société Écransud Distribution basée à Toulouse), il a produit une trentaine de films pour le cinéma et la télévision.

## Filmographie

### Réalisateur
- 1983 : Bufola
- 1997 : La Vallée des montreurs d'ours
- 2005 : J'aime la vie, je fais du vélo, je vais au cinéma
- 2016 : Laurette 1942, une volontaire au camp du Récébédou
- 2018 : Serge Pey et la boîte aux lettres du cimetière
- 2023 : Un Pont au-dessus de l'Océan